# Là dove volano i corvi
Là dove volano i corvi (御用金 Goyôkin) è un film del 1969 diretto da Hideo Gosha.
Pellicola di genere jidaigeki e un chambara sceneggiata dallo stesso regista con Kei Tasaka.

## Trama
Giappone, XVII-XVIII sec, il capo clan dei Sabai, Takewaki, provoca il naufragio di una nave caricata d'oro per l'Imperatore; impadronitosi del quale, riesce a far cadere la colpa sugli abitanti di un modesto villaggio sulla costa i quali vengono uccisi barbaramente. Magobei, cognato di Takewaki, sdegnato abbandona immediatamente il clan. Allora il cognato lo cerca deciso ad ucciderlo. Magobei troverà un alleato in Samon un uomo di fiducia dell'Imperatore, incaricato d'indagare sulla sorte del carico d'oro. Quando Takewaki si accingerà nuovamente a tendere un agguato ad un'altra nave imperiale, carica di preziosi, Magobei e Samon interverranno tempestivamente, impedendo l'attuazione.

## Remake
È stato realizzato un remake statunitense di questo film, dal titolo Il giorno del grande massacro .